# Közi
Közi（コージ、1972年5月29日 - ）は、日本のギタリスト、ボーカリスト、シンセシスト、ソングライター。現在活動停止中のヴィジュアル系バンドMALICE MIZER、及び、海外での活動を中心とするEve of Destinyのギタリスト。また、ZIZ・MAYOHKのギターボーカルであり、国内でのソロ活動では主にギターボーカルを担当している。愛称は「こぢ」「こーちゃん」。

## 概要
Girl及びBeyond The Reinsightという2つのバンドを経て、アルバイト先で知り合ったManaと摩天楼というバンドで共に活動。以後は略歴を参照のこと。
MALICE MIZERでの彼のイメージカラーはレッド■（彼の大好きな色）で、大きなひだ付きの襟のピエロのようなコスチュームを着た人形の役等、中性的な役柄が多い。ビデオとステージ上では、マリオネットを思い出させるような動きを表現に取り入れていた。
MALICE MIZER後のEve of Destinyでのステージやサウンドは、よりゴシック要素の強いものとなっている。
2002年に、「十六夜の月」にて著者の水無湖とのコラボレートとしてサウンドトラックを提供。
2007年8月に、音楽を担当した夏目大一朗監督・脚本、清水伸主演の映画『ルーダイアモンドナックルス』が、インディーズムービーフェスティバルにて、第9回グランプリを受賞。
2008年5月、活動休止中のdeadmanのボーカル眞呼が発表したパーソナルブック“ buried alive by words”に付属するソロCD「buried with the light」で、ゲスト・ミュージシャンとしてギターとベースにて参加している。
Köziソロとして、2008年12月にMana率いるMoi dix Moisのイベントゲスト、2009年7月にMoi dix Moisとのカップリングツアーにて公演。

## 略歴
- 1992年8月 - 前身のバンドである摩天楼を経て、ManaとMALICE MIZER結成。
- 1994年12月 - ボーカルTetsuが脱退し、暫く活動停止となる。
- 1995年10月 - Gacktが2代目ボーカルとして加入。
- 1997年 - 日本コロムビアと契約し、MALICE MIZERのギタリストとしてメジャーデビュー。
- 1998年1月 - ボーカルGacktが失踪（事実上の脱退）。
- 1999年
  - 6月 - ドラムのKamiが急逝。
  - 11月 - 創設当時からのメンバー3人で「再会の血と薔薇」をリリースし、活動復活。
- 2000年7月 - Klahaが3代目ボーカルとして加入。
- 2001年12月31日 - MALICE MIZER活動停止。
- 2002年4月 - HARUHIKO ASHのプロジェクトEVE OF DESTINYへの参加を発表。
- 2003年末からEVE OF DESTINYの活動と平行して本格的にソロとしての国内活動も開始。
- 2008年10月18日より八田敦（atsushi）との新ユニットDALLE始動。
- 2010年
  - 2月 - 石井秀仁、JUBILEEのSADIE PINK GALAXY、元GOATBEDメンバー小間貴雄らとバンドXA-VATを結成。
  - 紅一点miyuをVoとするバンドMy Horror Revueに参加。
- 2011年12月 - ソロワーク終了。
- 2012年5月 - ソロワークに携わってきたJiro、Sugiya、Chargeeeeee...にYugamiを加え ZIZ始動。
- 2015年、DALLE再始動。
- 2017年11月、Schwarz Steinの2枚同時発売ベスト・アルバムにゲスト編曲家として参加。
- 2025年3月、Schwarz SteinのHoraとのユニット、MAYOHK (マージョアチェカ)始動。

## 人物
- 嗜好物のひとつに、お茶がある（特に緑茶）。
- ペットは猫のララァ♀(2015年12月15日永眠)、ザク♂（2009年7月8日永眠）、ヂヲン♂、ヂーク♂(2015年5月生)、ハモン♀(博多出身推定2022年4月生)、ハムスターのキッカ♀・カツ♂（＋二匹の子供）、ニホンアマガエルのピョン吉、亀のゾック。[2][3][4][5]
- 同郷の俳優清水伸とは旧知の仲で、一緒にバンドを組んでいた事もあり、ソロ後のイベントではかなりの協力を得ている。
- 気さくではあるが、厚化粧や派手な衣装を着ているときは、まばたきも少なく喋らないことが多い。
- 体の広範囲に刺青を施している。
- 眼球モチーフを好み、そのデザインのアクセサリーを愛用している。
- 部屋は髑髏を基調としたカルトチックな雰囲気である。(MALICE MIZER時の発言)
- イメージカラーはレッド■。MALICE MIZER在籍時に作曲した「COLOR ME BLOOD RED」という楽曲を、ZIZでも引き継いで演奏している。

## ディスコグラフィ

### マキシシングル
- KHAOS/KINEMA （2003年11月26日）
- MEMENTO （2004年12月1日）

### アルバム
- カタルシス （2004年3月31日）
- LOKIN’ROLL （2006年5月17日）

### 音響絵巻
- 十六夜の月 （2002年12月13日）

### DVD
- LIVE COLLAGE 2004〜2006 （2007年5月29日）